# Тришин, Александр Семёнович
Александр Семёнович Тришин (10 сентября 1927, Ордынское, Сибирский край — 28 апреля 2014, Новосибирск) — советский и российский живописец, член Союза художников СССР, заслуженный художник Российской Федерации.

## Биография
Предки Александра Тришина жили в средней полосе России. Отец родился в 1893 году, мать — в 1898. Родители познакомились в Армавире, позднее жили в Сибири. В 1927 году в селе Ордынском (Новосибирская область) у них родился ребёнок.
По воспоминаниям художника, примерно с 7-летнего возраста он начал рисовать карикатуры и зарисовки с натуры.
В 1936 году семья переехала в Новосибирск, где будущий живописец поступил в школу. В школьный период художник начал писать масляными красками портреты Пушкина, Лермонтова, Петра I, позднее — копии с произведений Васнецова и Репина, затем увлёкся греко-римскими сюжетами и др.
Участник Великой Отечественной войны.
В 1956 году окончил Костромское художественное училище. Его преподавателями были К. И. Ильин, М. С. Колесов и М. Э. Дольник. Дипломная работа художника — картина «Нашли отца» — получила высокую оценку экзаменационной комиссии, её приобрела Костромская картинная галерея, произведение было представлено на республиканской выставке в Москве (1956).
С 1959 года принимал участие в различных областных, региональных, республиканских, всесоюзных, зарубежных и международных выставках.
После окончания училища вернулся в Новосибирск, где работал в художественном фонде Союза художников РСФСР; появляются его произведения в суровом стиле. Творчество в этом направлении являлось для него гарантией быстрого вступления в Союз художников РСФСР. В 1964 году появилась первая работа в суровом стиле — «Пожарники (Отбой)», которую представили в Новосибирске на зональной выставке «Сибирь социалистическая». Следующей работой в этом направлении стала картина «Хоккеисты». Произведение получило признание и экспонировалось на 2-й зональной выставке «Сибирь социалистическая» в Омске и международной выставке в Мехико. В 1967—1974 годах художник создаёт ещё 3 работы в суровом стиле: «Дорожники», «Вечно с ним» и «Сибирь строится», выполненные масляными красками на холсте.
В 1968 году стал членом Союза художников СССР.
В конце 1960-х годов Новосибирский театр оперы и балета переживал творческий расцвет. В этот период появилась серия работ на тему балета: «Балерины у станка», «Ритмы», «Балерины», «Усталость», «В артистическом фойе».
В 1982 году появилась картина «Церковь Василия Великого», созданная благодаря поездке в Галич. 4 работы на галическую тему — «Паисьев монастырь», «Собор архангела Михаила», «Собор Преображения», «Торговые ряды» — хранятся в фондах Новосибирского художественного музея.
Умер 28 апреля 2014 года. Похоронен на Заельцовском кладбище Новосибирска.

## Работы
- «Портрет матери» (1957)
- «Портрет жены» (1958)
- «Ночной Новосибирск» (1959)
- «Автопортрет» (1960)
- «Весенние березки» (1963)
- «Пожарники (Отбой)» (1964)
- «Портрет Марины» (1965)
- «Портрет учителя физики» (1967)
- «Хоккеисты» (1967)
- «Дорожники» (1967)
- «Вечно с ним» (1967)
- «Портрет бригадира тракторной бригады» (1968)
- «Портрет комбайнера» (1968)
- «Женский портрет» (1970)
- «Балерины у станка» (1973)
- «Ритмы» (1973)
- «Балерины» (1973)
- «Сибирь строится» (1974)
- «В артистическом фойе» (1974)
- «Усталость» (1974)
- «Портрет заслуженного пилота СССР В. М. Купало» (1975)
- «Весенняя лазурь» (1978)
- «Портрет Лауреата Ленинской премии академика А. Скринского» (1980)
- «Церковь Василия Великого» (1982)
- «Портрет Народной артистки России Т. Кладничкиной» (1989)

## Места постоянной экспозиции произведений
- Костромская картинная галерея
- Новосибирский художественном музей
- Музей пожарного дела Новосибирска
- Искитимский историко-художественный музей
- Тюменский областной художественный музей
- Ордынский историко-художественный музей
- Краснозерский художественно-краеведческий музей
- Музей Декоссо (Япония)
- Академия художеств (Пекин, КНР)

Также картины художника хранятся в частных коллекциях США, Германии, Франции, Финляндии, Венгрии, Болгарии, Канады, Польши, Италии, Мальты, Турции, Сингапура, Южной Кореи, Японии, Китая.

## Награды и звания
- Орден Отечественной войны I степени
- Медаль «За победу над Германией в Великой Отечественной войне 1941—1945 гг.»
- Медаль «За победу над Японией»
- Юбилейная медаль к столетию со дня рождения В. И. Ленина (1970)
- Заслуженный художник Российской Федерации (2009).
- Орден «Золотое Сечение» (2010)[2][3][4]